# شهریارک کوفیاو
شهریارک کوفیاو (نام علمی: Symposiachrus julianae) نام یک گونه از سرده شهریارک‌های رنگ‌پریده است.